# Canoagem nos Jogos Olímpicos de Verão de 2008 - K-1 500 m masculino
A competição masculina do K-1 500m da canoagem nos Jogos Olímpicos de Verão de 2008 foi realizada entre os dias 19 e 23 de agosto de 2008 no Parque Olímpico Shunyi.

## Medalhistas
| Ouro   | AUS Ken Wallace        |
| Prata  | CAN Adam van Koeverden |
| Bronze | GBR Tim Brabants       |

## Resultados

### Eliminatórias
Regras de classificação: 1º ao 6º mais os três melhores tempos → Semifinais, os restantes eliminados

#### Eliminatória 1
| Pos. | Atletas                  | País              | Tempo       |    |
| ---- | ------------------------ | ----------------- | ----------- | -- |
| 1    | Adam van Koeverden       | CAN Canadá        | 1:35.554 WB | QS |
| 2    | Eirik Verås Larsen       | NOR Noruega       | 1:36.439    | QS |
| 3    | Michele Zerial           | ITA Itália        | 1:36.950    | QS |
| 4    | Steven Ferguson          | NZL Nova Zelândia | 1:37.538    | QS |
| 5    | Shaun Rubenstein         | RSA África do Sul | 1:37.687    | QS |
| 6    | Dmitriy Torlopov         | KAZ Cazaquistão   | 1:39.892    | QS |
| 7    | Jorge Garcia             | CUB Cuba          | 1:42.803    | QS |
| 8    | Rudolph Berking-Williams | SAM Samoa         | 1:47.839    | QS |

#### Eliminatória 2
| Pos. | Atletas       | País             | Tempo    |    |
| ---- | ------------- | ---------------- | -------- | -- |
| 1    | Tim Brabants  | GBR Grã-Bretanha | 1:36.338 | QS |
| 2    | Anton Ryakhov | RUS Rússia       | 1:37.666 | QS |
| 3    | Stjepan Janić | CRO Croácia      | 1:37.724 | QS |
| 4    | Arnaud Hybois | FRA França       | 1:37.902 | QS |
| 5    | Miguel Correa | ARG Argentina    | 1:39.781 | QS |
| 6    | Emanuel Silva | POR Portugal     | 1:42.513 | QS |
| 7    | Tony Lespoir  | SEY Seicheles    | 1:53.248 |    |

#### Eliminatória 3
| Pos. | Atletas             | País                    | Tempo    |    |
| ---- | ------------------- | ----------------------- | -------- | -- |
| 1    | Ákos Vereckei       | HUN Hungria             | 1:36.099 | QS |
| 2    | Ken Wallace         | AUS Austrália           | 1:36.208 | QS |
| 3    | Anders Gustafsson   | SWE Suécia              | 1:36.633 | QS |
| 4    | Marek Twardowski    | POL Polônia             | 1:39.436 | QS |
| 5    | Assane Dame Fall    | SEN Senegal             | 1:52.215 | QS |
| 6    | Alcino Silva        | STP São Tomé e Príncipe | 1:58.178 | QS |
| 7    | Kotoua Francis Abia | CIV Costa do Marfim     | 2:00.716 |    |

#### Eliminatória 4
| Pos. | Atletas                 | País               | Tempo    |    |
| ---- | ----------------------- | ------------------ | -------- | -- |
| 1    | Michael Kolganov        | ISR Israel         | 1:38.396 | QS |
| 2    | Jonas Ems               | GER Alemanha       | 1:38.819 | QS |
| 3    | Rami Zur                | USA Estados Unidos | 1:39.037 | QS |
| 4    | Manuel Cortina Martínez | MEX México         | 1:40.626 | QS |
| 5    | Kasper Bleibach         | DEN Dinamarca      | 1:42.529 | QS |
| 6    | Pan Yao                 | CHN China          | 1:44.757 | QS |
| 7    | Phone Myint Tayzar      | MYA Mianmar        | 1:48.179 | QS |

### Semifinais
Regras de classificação: 1º ao 3º → Final, os restantes estão eliminados

#### Semifinal 1
| Pos. | Atletas                 | País               | Tempo    |    |
| ---- | ----------------------- | ------------------ | -------- | -- |
| 1    | Adam van Koeverden      | CAN Canadá         | 1:42.438 | QF |
| 2    | Anton Ryakhov           | RUS Rússia         | 1:42.968 | QF |
| 3    | Ken Wallace             | AUS Austrália      | 1:43.340 | QF |
| 4    | Shaun Rubenstein        | RSA África do Sul  | 1:44.154 |    |
| 5    | Emanuel Silva           | POR Portugal       | 1:45.985 |    |
| 6    | Rami Zur                | USA Estados Unidos | 1:47.163 |    |
| 7    | Manuel Cortina Martínez | MEX México         | 1:48.333 |    |
| 8    | Jorge Garcia            | CUB Cuba           | 1:49.077 |    |
| 9    | Assane Dame Fall        | SEN Senegal        | 2:04.633 |    |

#### Semifinal 2
| Pos. | Atletas                  | País              | Tempo    |     |
| ---- | ------------------------ | ----------------- | -------- | --- |
| 1    | Steven Ferguson          | NZL Nova Zelândia | 1:42.238 | QF  |
| 2    | Anders Gustafsson        | SWE Suécia        | 1:42.409 | QF  |
| 3    | Tim Brabants             | GBR Grã-Bretanha  | 1:42.530 | QF  |
| 4    | Michele Zerial           | ITA Itália        | 1:42.931 |     |
| 5    | Marek Twardowski         | POL Polônia       | 1:43.733 |     |
| 6    | Jonas Ems                | GER Alemanha      | 1:44.717 |     |
| 7    | Miguel Correa            | ARG Argentina     | 1:46.422 |     |
| 8    | Pan Yao                  | CHN China         | 1:55.242 |     |
| —    | Rudolph Berking-Williams | SAM Samoa         | —        | DNS |

#### Semifinal 3
| Pos. | Atletas            | País                    | Tempo    |    |
| ---- | ------------------ | ----------------------- | -------- | -- |
| 1    | Stjepan Janić      | CRO Croácia             | 1:41.689 | QF |
| 2    | Eirik Verås Larsen | NOR Noruega             | 1:41.927 | QF |
| 3    | Ákos Vereckei      | HUN Hungria             | 1:42.155 | QF |
| 4    | Michael Kolganov   | ISR Israel              | 1:43.145 |    |
| 5    | Arnaud Hybois      | FRA França              | 1:43.559 |    |
| 6    | Kasper Bleibach    | DEN Dinamarca           | 1:45.418 |    |
| 7    | Dmitriy Torlopov   | KAZ Cazaquistão         | 1:47.573 |    |
| 8    | Phone Myint Tayzar | MYA Mianmar             | 1:55.300 |    |
| 9    | Alcino Silva       | STP São Tomé e Príncipe | 2:06.288 |    |

### Final
| Pos. | Atletas            | País              | Tempo    |
| ---- | ------------------ | ----------------- | -------- |
|      | Ken Wallace        | AUS Austrália     | 1:37.252 |
|      | Adam van Koeverden | CAN Canadá        | 1:37.630 |
|      | Tim Brabants       | GBR Grã-Bretanha  | 1:37.671 |
| 4    | Eirik Verås Larsen | NOR Noruega       | 1:37.949 |
| 5    | Anton Ryakhov      | RUS Rússia        | 1:38.187 |
| 6    | Ákos Vereckei      | HUN Hungria       | 1:38.318 |
| 7    | Anders Gustafsson  | SWE Suécia        | 1:38.447 |
| 8    | Steven Ferguson    | NZL Nova Zelândia | 1:38.512 |
| 9    | Stjepan Janić      | CRO Croácia       | 1:38.729 |